# Данайці
Данайці (дав.-гр. Δαναοί), данаї — найменування греків мікенської доби. Принаймні Гомером використовувалося як синонім ахейців взагалі і мешканців царства Агамемнона зокрема. Згідно з переказами назва походить від імені аргоського царя Даная, на честь якого спочатку почали називати мешканців міста (аргів'ян), потім — всієї Арголіди, а пізніше усього Пелопоннеса і всієї Греції.
Етнонім данайці або схожі до нього згадуються і в давньоєгипетських документах, починаючи з середини XV ст. до н. е.. В написі Аменхотепа III з Ком-ель-Гетана згадані не лише tnjw (данайці), але й їхні міста — mukanu (Мікени), deqajis (Тегея), misane (Мессена), nuplija (Нафпліон), kutira (Кіфера), waleja (Елея), amukla (Амікли) . За часів Рамсеса III dnwn (данайці) згадаються серед «народів моря», які напали на Єгипет.
Данайців згадує латинське пріслів'я Quidquid id est, timeo Danaos et dona ferentes! — «Бійся данайців, що приносять дарунки» — яка насправді є цитатою з вергілієвої «Енеїди» і стосується історії з Троянським конем.